# Trichoberotha ferruginea
Trichoberotha ferruginea là một loài côn trùng trong họ Berothidae thuộc bộ Neuroptera. Loài này được Handschin miêu tả năm 1935.